# Felix Michel
George Felix Michel, född 23 juli 1994, är en svensk-libanesisk fotbollsspelare som spelar för Al Ahed FC i Libanon. Hans äldre bror, Alexander, är även han professionell fotbollsspelare. Sedan 2018 spelar Michel för Libanons landslag.

## Karriär
Inför säsongen 2013 flyttades han upp i Syrianska FC:s A-lag. I augusti 2016 värvades Michel av turkiska Eskişehirspor.
I mars 2018 skrev Michel på för AFC Eskilstuna. Den 25 juli 2019 värvades Michel av AIK, där han skrev på ett kontrakt fram till 15 juli 2022. Den 10 maj 2021 lånades Michel ut till norska Sarpsborg 08 på ett låneavtal till den 2 augusti samma år.
Den 11 augusti 2021 lånades Michel ut till AFC Eskilstuna över resten av 2021. I januari 2022 lånades Michel på nytt ut till AFC Eskilstuna på ett låneavtal fram till sommaren 2022 då hans kontrakt i AIK löper ut. I juli 2022 skrev Michel på ett kontrakt över resten av säsongen med AFC Eskilstuna. I januari 2023 skrev han på för libanesiska Ahed.